# Fall Branch (Tennessee)
Fall Branch es un lugar designado por el censo ubicado en los condados de Washington y Greene en el estado estadounidense de Tennessee. En el Censo de 2010 tenía una población de 1.291 habitantes y una densidad poblacional de 110,35 personas por km².

## Geografía
Fall Branch se encuentra ubicado en las coordenadas 36°24′58″N 82°37′27″O / 36.41611, -82.62417. Según la Oficina del Censo de los Estados Unidos, Fall Branch tiene una superficie total de 11.7 km², de la cual 11.7 km² corresponden a tierra firme y (0%) 0 km² es agua.

## Demografía
Según el censo de 2010, había 1.291 personas residiendo en Fall Branch. La densidad de población era de 110,35 hab./km². De los 1.291 habitantes, Fall Branch estaba compuesto por el 98.53% blancos, el 0.23% eran afroamericanos, el 0.23% eran amerindios, el 0.23% eran asiáticos, el 0% eran isleños del Pacífico, el 0.08% eran de otras razas y el 0.7% pertenecían a dos o más razas. Del total de la población el 0.23% eran hispanos o latinos de cualquier raza.